# Kirił Petkow (zapaśnik)
Kirił Todorow Petkow (bułg. Кирил Тодоров Петков, ur. 8 czerwca 1933 w Dositeewie, zm. 22 stycznia 2019) – bułgarski zapaśnik. Srebrny medalista olimpijski z Tokio.
Zawody w 1964 były jego drugimi igrzyskami olimpijskimi, debiutował w 1960. Walczył w stylu klasycznym. Medal wywalczył w wadze półśredniej, do 78 kilogramów. W finale pokonał go Anatolij Kolesow. Na mistrzostwach świata był drugi w 1965 roku.